# مارک ولی
مارک توماس والی (به انگلیسی: Mark Thomas Valley) یک بازیگر فیلم و تلویزیون آمریکایی است. او بیشتر برای ایفای نقش «برد چیس» در سریال بوستون لیگال، مأمور ویژهٔ اف بی آی «جان اسکات» در فرینج و «کریستوفر چنس» در سریال هدف انسانی شناخته شده است.

## زندگی‌نامه
مارک والی در سال ۱۹۶۴ در اگدنس بورگ، نیویورک زاده شد و در سال ۱۹۸۷ با فارغ‌التحصیلی از رشتهٔ ریاضیات و مهندسی به آکادمی نظامی ایالات متحده پیوست.

بعد از اینکه او درس خود را در رشته ریاضیات به پایان رسانید، به مدت پنج سال در یک مأموریت از طرف ارتش، به آلمان اعزام شد. او در زمان جنگ خلیج فارس در نیروی زمینی ارتش بوده و به جنگ‌های زیادی از طرف برلین فرستاده شد.

او یک دختر به نام شری ، متولد ۱۹۸۷ دارد.

والی توسط یکی از هم دوره ای‌هایش متقاعد شد تا به هنر بازیگری روی بیاورد و کمی بعد، وی تصمیم گرفت تا اولین نقش خود را بازی کند.

اوایل او به عنوان یک ارتشی در آلمان نقش‌های کوچکی را در تلویزیون بازی می‌کرد و در سال ۱۹۹۱ در مدرسه هنر در برلین مشغول به آموختن شد. بعد از اتمام دوره او در آلمان و گذراندن دوره‌ای کوچک از هنرپیشگی او به آمریکا بازگشت و در شرکت «ان وای سی» مشغول به کار شد و در آگهی‌های تلویزیونی ایفای نقش می‌کرد. او تقریباً اولین کار خود را با بازی در نقش یک کشیش در تلویزیون در شبکه ان‌بی‌سی در سریال دنیایی دیگر آغاز کرد و زمان بیشتری را برای فیلم تلویزیونی در سال ۱۹۹۴ به نام پسر گمشده چهارم گذاشت.

همچنین والی در سال ۱۹۹۷ در شبکه تی ان تی، در فیلم جورج والاس نقش بابی کندی را ایفا کرد. سال بعد نیز در نقش یک فرمانده اف‌بی‌آی در فیلم محاصره در سال ۱۹۹۸ حضور پیدا کرد. وی همچنین در سال ۲۰۰۱ نقش کوچکی در فیلم اکشن جریکو داشت.

او در دسامبر ۲۰۰۸ با آنا تورو ، همبازی وی در سریال فرینج ازدواج کرد و یک سال پس از ازدواج از هم جدا شدند.

## بخشی از فیلمشناسی

### سینمایی
| سال  | نام فیلم              | نقش            |
| ---- | --------------------- | -------------- |
| ۱۹۹۸ | محاصره                | فرمانده اف‌بی‌آی |
| ۱۹۹۸ | چند دختر              |                |
| ۲۰۰۰ | بهترین چیز بعدی       |                |
| ۲۰۰۱ | جریکو                 | جریکو          |
| ۲۰۰۷ | شرک ۳                 | غول یک چشم     |
| ۲۰۱۲ | سی دقیقه پس از نیمه‌شب | C-130          |
| ۲۰۱۲ | دزدیده شده            | تیرساز         |

### تلویزیونی
| سال       | نام فیلم                        | نقش                  |
| --------- | ------------------------------- | -------------------- |
| ۱۹۹۳      | دنیایی دیگر                     | کشیش پیت             |
| ۱۹۹۴      | پسر گمشده چهارم                 | آدامز                |
| ۱۹۹۴–۱۹۹۷ | روزهای زندگی ما                 | جک دوروکس            |
| ۱۹۹۷      | جورج والاس                      | رابرت کندی           |
| ۲۰۰۰–۲۰۰۱ | یک بار و دوباره                 | ویل گلاک             |
| ۲۰۰۱      | پاسادنا                         | رابرت گرلی           |
| ۲۰۰۱      | سی‌اس‌آی                          | محقق خصوصی دنیل شاو  |
| ۲۰۰۴–۲۰۰۷ | بوستون لیگال                    | برد چیس              |
| ۲۰۰۴      | ۴۴۰۰                            | وارن لیتل            |
| ۲۰۰۷      | قانون و نظم: واحد قربانیان ویژه | جک کیگان             |
| ۲۰۰۸–۲۰۰۹ | فرینج                           | مامور ویژه جان اسکات |
| ۲۰۱۰–۲۰۱۱ | هدف انسانی                      | کریستوفر چنس         |